# Гарсия Фернандес (граф Кастилии)
Гарси́я Ферна́ндес (Гарсия I Фернандес, Гарсия Белые Руки; исп. García Fernández El de las Manos Blancas; 938—1 августа или 30 декабря 995) — первый независимый от королевства Леон граф Кастилии (970—995).

## Биография

### Первые годы правления
Гарсия Фернандес был четвёртым сыном графа Кастилии Фернана Гонсалеса из династии Лара и Санчи, дочери короля Наварры Санчо I Гарсеса. Так как его старшие братья умерли ещё до смерти отца, Гарсия стал наследником престола. В этом качестве он в составе посольства посетил в конце 960-х годов Кордову. После кончины Фернана Гонсалеса Гарсия Фернандес стал графом Кастилии. Это был первый в графстве Кастилия случай передачи престола по наследству от отца к сыну. Хотя его отец умер только в июне 970 года, первое упоминание Гарсии Фернандеса с титулом графа датировано уже 1 марта этого года.
Став графом Кастилии, Гарсия Фернандес принёс вассальную присягу королю Леона Рамиро III, в малолетство которого страной управляла Эльвира Рамирес. Благодаря тесным семейным связям у кастильского графа сложились хорошие отношения с королём Наварры Санчо II Абаркой. В первые же месяцы своего правления граф Гарсия установил мирные отношения с Кордовским халифатом: как вассальное владение короля Леона, Кастилия была включена в мирный договор между Эльвирой Рамирес и халифом аль-Хакамом II, а в 971 году кастильские послы отдельно от леонских дважды посещали столицу халифата.
Несмотря на мирные отношения с Кордовским халифатом, Гарсия Фернандес вёл укрепление крепостей и подготовку войска к войне с маврами. Для того, чтобы расширить социальную базу служивого сословия, граф Кастилии 8 марта 974 года в Кастрохерисе издал фуэро, согласно которому любой житель Кастилии (даже крестьянин), который сможет собрать достаточно средств для вооружения одного рыцаря, включался в сословие инфансонов.

### Начало войны с маврами
В августе 974 года граф Гарсия Фернандес отправил новое посольство в Кордову, однако в это же время ему стало известно о тяжёлой болезни аль-Хакама II и о том, что Кордовский халифат ведёт войну с Фатимидами в своих северо-африканских владениях. Желая воспользоваться ситуацией, граф Кастилии, с согласия Эльвиры Рамирес, разорвал перемирие с халифатом, 2 сентября напал на крепость Деса, разграбил её окрестности и разбил в бою при Льано-де-Альборесе посланный против него отряд мавров. В это время кастильские послы, ничего не зная о начале войны, выехали из Кордовы на родину, но по пути были схвачены по приказу халифа, возвращены в столицу халифата и заключены под стражу.
В 975 году оправившийся от болезни аль-Хакам II начал подготовку к походу на Кастилию: было собрано войско, а из Африки был вызван один из лучших военачальников халифата Галиб аль-Насири. Однако ещё до выступления мавров в поход, 17 апреля войско во главе с графом Гарсией Фернандесом осадило хорошо укреплённую крепость Гормас, находившуюся вблизи кастильского города Сан-Эстебан-де-Гормас. С частью собранного войска Галиб выступил на помощь осаждённым. 21 мая произошло первое столкновение между войском мавров и кастильцев, которое не выявило победителя, однако Галиб был вынужден отступить и Гарсия Фернандес смог продолжить осаду. В это время к христианам стали подходить подкрепления. Свои отряды привели Эльвира Рамирес и Рамиро III, король Наварры Санчо II Абарка, граф Монсона Фернандо Ансурес и граф Сальдании Гомес Диас. Общая численность войска христиан, по словам средневековых хроник, достигала 60 000 воинов. К Галибу аль-Насири также подошло подкрепление. 18 июня христиане предприняли попытку штурмовать Гормас, но были отбиты, понеся большие потери. Одновременно Галиб напал на лагерь христиан и нанёс им новое поражение. Потеряв бо́льшую часть своего войска, христианские правители приняли решение снять осаду, разделились и направились каждый в свои владения, но при отступлении они были снова атакованы маврами: Галиб разбил графа Гарсию Фернандеса при переправе около Ланги, а вали Сарагосы нанёс поражение Санчо II Абарке.

### Походы аль-Мансура

Завоевания аль-Мансура.

В 977 году начались походы в Кастилию одного из самых выдающихся деятелей мусульманской Испании, хаджиба аль-Мансура, который в этом году взял леонский город Саламанку, а затем в трёх сражениях разбил поодиночке всех христианских правителей, в том числе нанёс Гарсии Фернандесу новое поражение при Ланге. В 981 году, в ответ на поддержку королём Леона Рамиро III мятежа Галиба аль-Насири, аль-Мансур взял Самору, откуда двинулся в Кастилию и разбил графа Гарсию в бою при Таранкуэнье (около Ретортильо-де-Сория). С остатками войска Гарсия Фернандес отступил к реке Дуэро, где соединился с войсками Рамиро III и короля Наварры Санчо II Абарки. Однако в сражении при Руэде войско христиан потерпело сокрушительное поражение от аль-Мансура, отступило к городу Леон, где было вновь разбито маврами. Хотя аль-Мансуру не удалось овладеть Леоном, нанесённые им христианам поражения заставили Рамиро III и Санчо Абарку заключить с Кордовским халифатом мир на условиях выплаты ими ежегодной дани халифу. Только граф Кастилии принял решение продолжить войну с маврами, однако с этого времени он только защищался от их нападений. Думая, что он не сможет удержать те из своих владений, которые находились на южном берегу Дуэро, Гарсия Фернандес вывел гарнизоны из расположенных здесь городов Сепульведа, Сан-Эстебан-де-Гормас и Атьенса, поручив охрану этих земель местному ополчению и горожанам. В последующие годы аль-Мансур совершил ещё несколько походов в Кастилию, в том числе в 984 году взял и разрушил Сепульведу.
В 989 году, после успешного похода на королевство Леон, аль-Мансур вновь вторгся в Кастилию и осадил Сан-Эстебан-де-Гормас. В это время против него был составлен заговор, в который оказался замешан его старший сын Абдалла. После того как заговор был раскрыт, Абдалла бежал из лагеря мавров в Бургос, где нашёл убежище при дворе Гарсии Фернандеса. Опасаясь в этих условиях продолжать осаду хорошо укреплённого города, аль-Мансур снял осаду с Сан-Эстебан-де-Гормаса, в августе напал на менее защищённую Осму, взял её и разрушил, а в сентябре разрушил крепость Клунию. На следующий год хаджиб вновь неудачно осаждал Сан-Эстебан-де-Гормас, но затем маврам удалось взять несколько кастильских крепостей, что заставило графа Гарсию заключить с халифатом мир, среди условий которого была выдача аль-Мансуру его сына. Это условие было графом Кастилии выполнено: Абдалла был выдан и по приказу отца казнён.

### Отношения с королевством Леон
Пока правителем Леона был Рамиро III, Гарсия Фернандес признавал над собой сюзеренитет короля, хотя в управлении своими владениями пользовался полной свободой действий. Однако когда в 984 году Рамиро III был свергнут Бермудо II, граф Гарсия отказался приносить вассальную присягу новому королю и даже в следующем году поддержал мятеж, поднятый графом Сальдании Гомесом Диасом. Таким образом графство Кастилия фактически стало независимым владением. Король Бермудо, занятый подавлением мятежей знати и войной с маврами, не предпринимал попыток вернуть Кастилию под свой контроль.
В 991 году Бермудо II, ища союзников против мятежных вассалов, обратился за военной помощью к Гарсии Фернандесу и получил её. В ответ король признал графа Кастилии независимым и равным себе владетелем. С помощью кастильского войска Бермудо II удалось вновь установить контроль над своей столицей, городом Леон. Для укрепления союза король Бермудо 26 или 30 ноября этого года вступил в брак с дочерью графа Кастилии, Эльвирой Гарсией. Вызванный этим браком новый мятеж леонской знати был быстро подавлен королём с помощью кастильского войска.

### Мятеж Санчо Гарсеса
В дополнение к союзу с Бермудо II, Гарсия Фернандес в 994 году заключил направленный против мавров союз с новым королём Наварры Гарсией II Санчесом. Хаджиб аль-Мансур, видя, что подобные союзы опасны для Кордовского халифата, предпринял меры для дестабилизации ситуации в Кастилии, оказав помощь сыну графа Гарсии, Санчо Гарсии, в этом году поднявшему мятеж против отца. Мятеж поддержала и жена графа Кастилии, Ава из Рибагорсы, которая, согласно преданию, даже предлагала себя в жёны мусульманину, если тот убьёт её мужа. Воспользовавшись междоусобием, аль-Мансур совершил поход в Кастилию, взял Сан-Эстебан-де-Гормас и 17 июня 994 года вновь разрушил только что отстроенную Клунию. 25 июля 995 года граф Гарсия Фернандес потерпел от мавров поражение в сражении при Пьедрасильяде (около Алькасара), получил тяжёлое ранение и попал в плен. Он был доставлен в Мединасели, где скончался, несмотря на приказ аль-Мансура врачам спасти жизнь графа. Его тело перенесли в Кордову, где оно было похоронено в мосарабской церкви Трес-Сантос-де-Кордуба. Впоследствии останки графа Гарсии были перезахоронены в монастыре Сан-Педро-де-Карденья.
Новым графом Кастилии стал сын Гарсии Фернандеса, Санчо Гарсия, который в первые же дни своего правления, под угрозой взятия аль-Мансуром своей столицы, Бургоса, был вынужден признать себя данником Кордовского халифата.

### Семья
Граф Гарсия Фернандес был с 958 или 961 года женат на Аве (умерла после 995), дочери графа Рибагорсы Рамона II. Детьми от этого брака были:
- Майор (умерла около 1035 года) — жена (разведена в 1026 или 1027 году) графа Нижнего Пальярса Рамона III (умер после 1047 года). Некоторые историки предполагают, что Майор могла быть дочерью не Гарсии Фернандеса, а его сына Санчо Гарсеса
- Санчо Гарсия (около 965—5 февраля 1017) — граф Кастилии (995—1017)
- Уррака (умерла после 1 января 1038) — монахиня в монастыре Коваррубис
- Гонсало (умер после 27 февраля 1011)
- Эльвира Гарсия (умерла в декабре 1017) — жена (с 26 или 30 ноября 991 года) короля Леона Бермудо II, регент королевства Леон (999—1007)
- Тода (умерла после 1031 года) — жена графа Сальдании Санчо Гомеса
- Онека (умерла не ранее 1045 года) — жена (с 995 года) аль-Мансура, после его смерти монахиня и аббатиса монастыря Сан-Сальвадор-де-Онья.